# Goniobranchus geminus
Goniobranche jumeau
Espèce
Synonymes
- Chromodoris geminus

Goniobranchus geminus, le goniobranche jumeau, est une espèce de mollusques nudibranche tropical de la famille des chromodorididés.

## Description
Ce nudibranche d'une taille maximale de 5 centimètres, possède un manteau cerclé de 4 lignes (blanc, bleu-gris, blanc puis jaune) en partant du bord externe.
La teinte de fond du dos est brun à jaunâtre tacheté d'ocelles mauves avec une circonférence blanche.
Le pied, plus clair et liseré de blanc, possède aussi des ocelles.
Les rhinophores sont jaunes ou violets et lamellés, les branchies sont blanches avec un liseré beige.

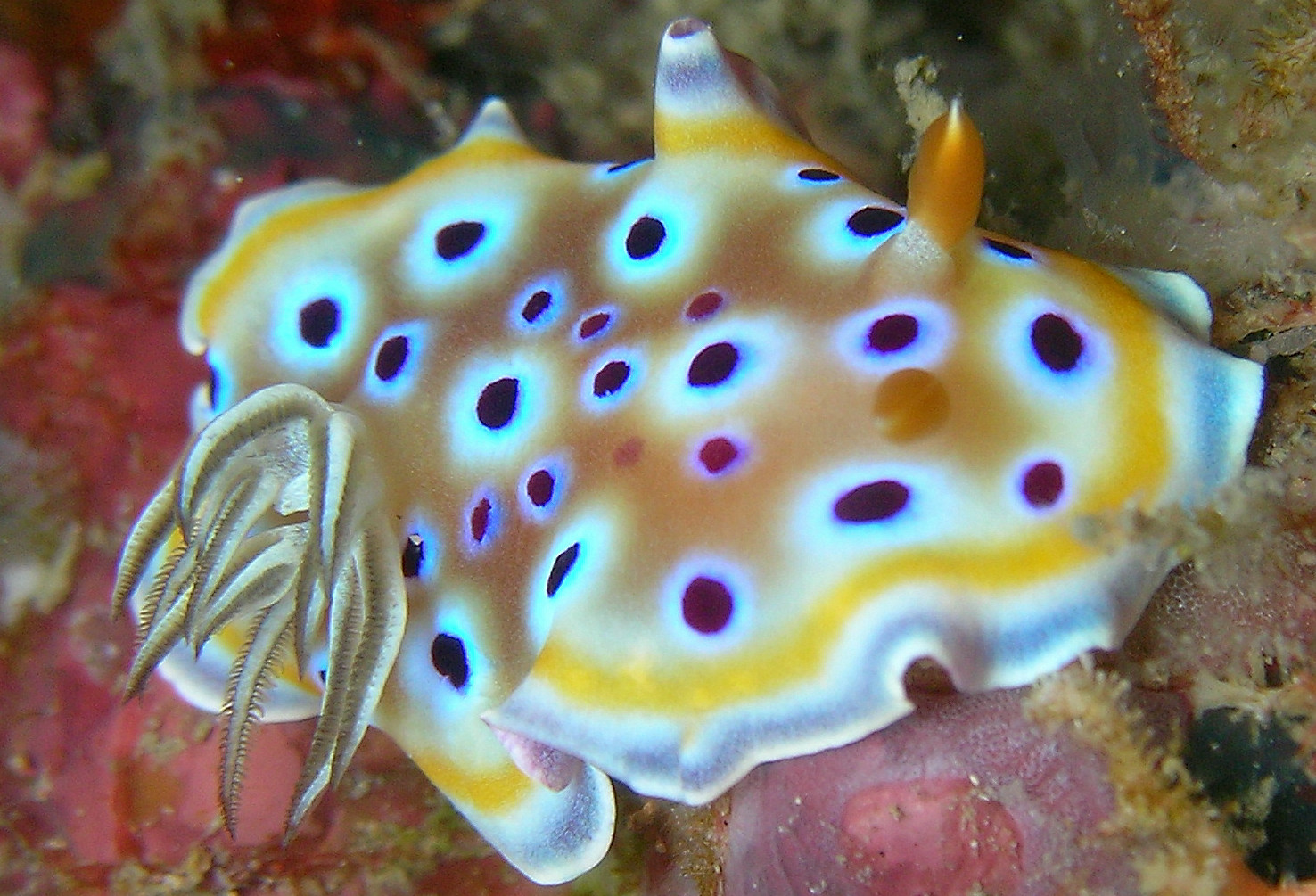
Vu de profil.
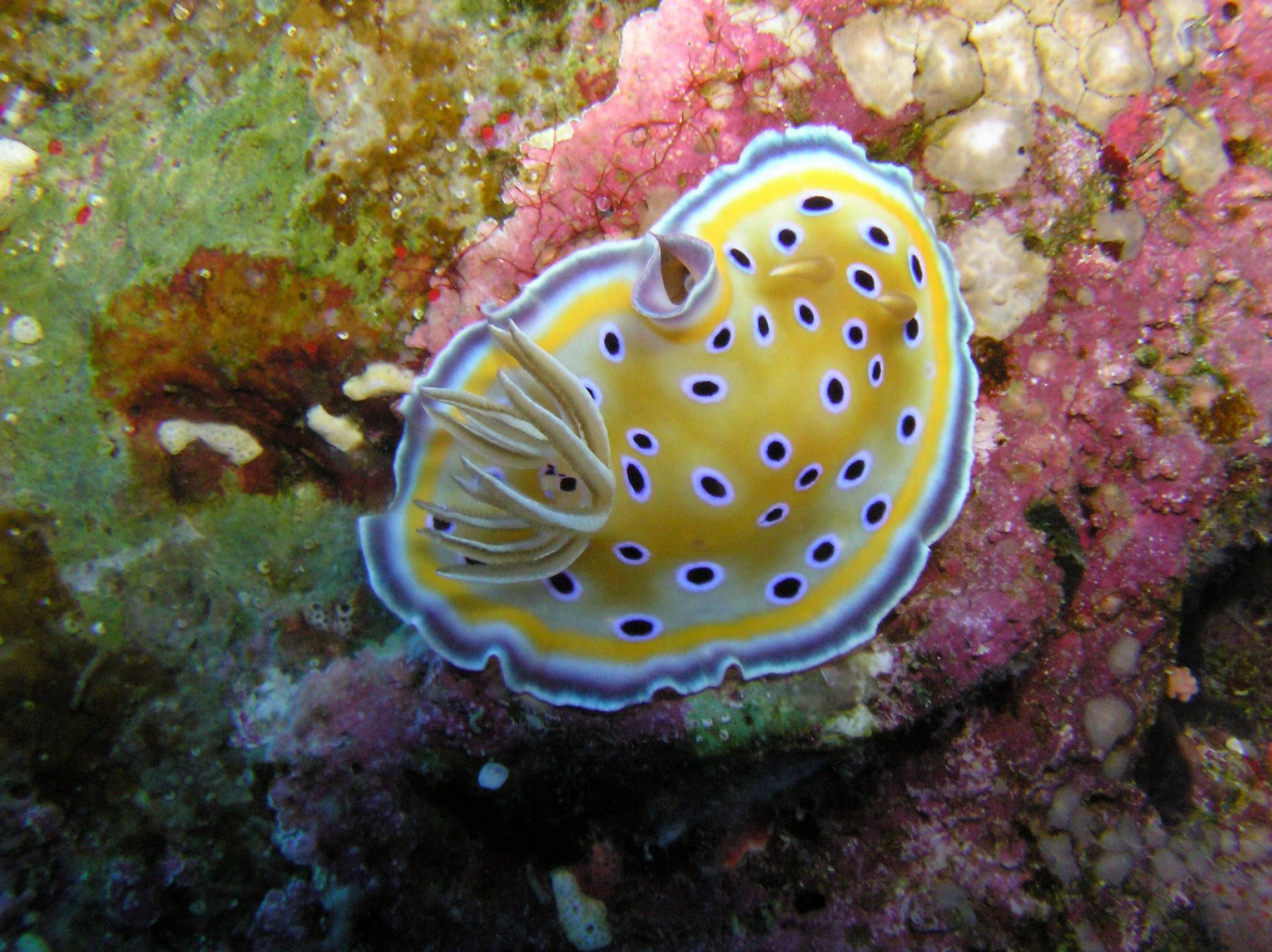
Vu du dessus

## Distribution & habitat
Il vit dans l'océan Indien et la mer Rouge sur les récifs coralliens avec une prédilection pour les pentes externes. Son alimentation est composée principalement d’éponges spécifiques.

## Étymologie
« geminus » vient du nom latin « jumeau, semblable » car il ressemble beaucoup au Goniobranchus kuniei entre autres,.

## Espèces similaires

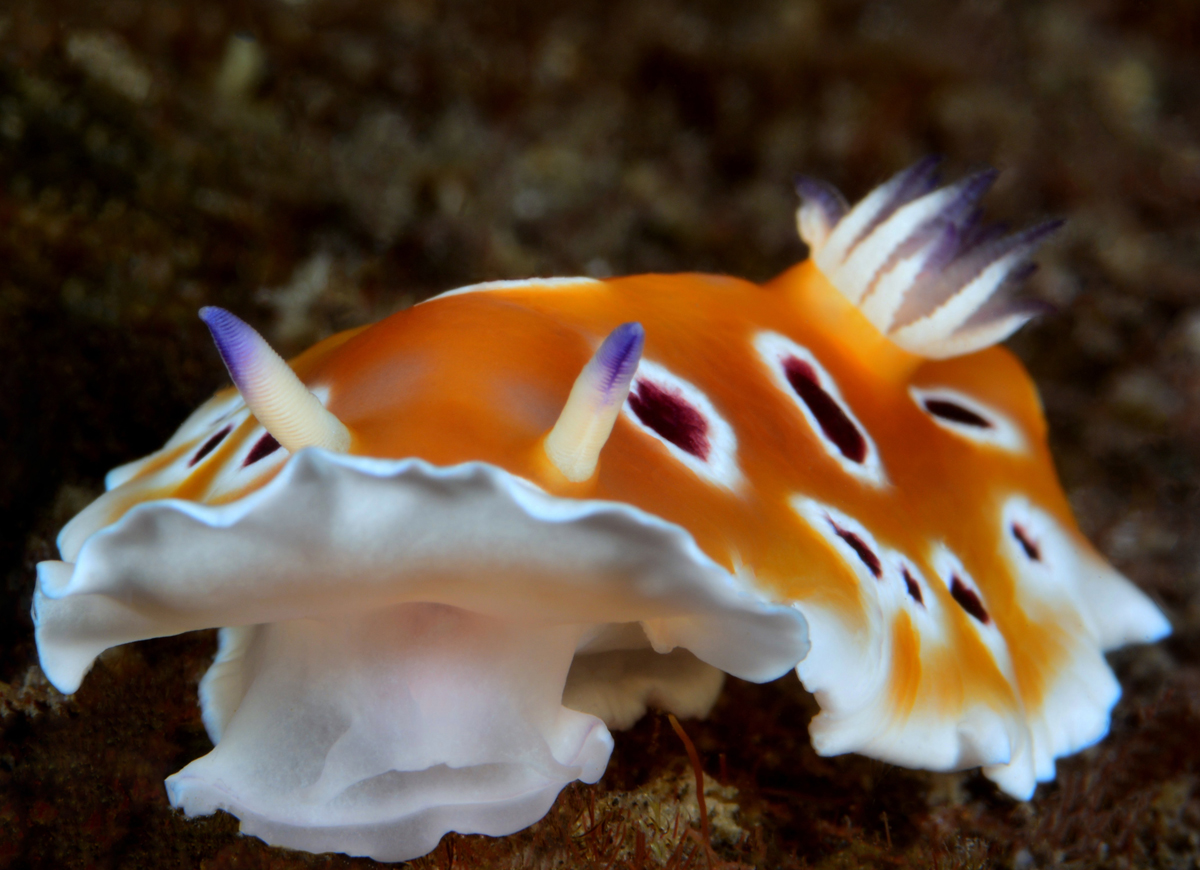
Goniobranchus cf. geminus (La Réunion).

Il existe un morphe assez proche dans l'océan Indien, appelé provisoirement « Goniobranchus cf. geminus » : le manteau est jaune orangé et porte de gros pois bordeaux cerclés de blanc, et les rhinophores et le panache branchial ont les extrémités bleutées. Les scientifiques ne savent pas encore s'il s'agit d'un morphe alternatif de la même espèce ou d'une espèce distincte. 
Autres espèces ressemblantes (« Groupe de couleur Risbecia tryoni » selon Bill Rudman) : 
- Goniobranchus kuniei (Pruvot-Fol, 1930).
- Goniobranchus leopardus (Rudman, 1987).
- Hypselodoris tryoni (Garrett, 1873).
- Goniobranchus tritos (Yonow, 1994).